# Дыроватый Камень (городской округ Староуткинск)
Дыроватый Камень — камень на реке Чусовой, в муниципальном образовании «городской округ Староуткинск» Свердловской области, геоморфологический и ботанический природный памятник.

## Географическое положение
Скала Дыроватый Камень расположена в  муниципальном образовании «городской округ Староуткинск» Свердловской области, на левом берегу реки Чусовой, в 4 километрах ниже посёлка Староуткинска, ниже устье левого притока реки Крутой Лог.

## Описание
Скала оригинальной формы высотой около 30 метров со множеством мелких карстовых углублений, промоин и небольших гротов. Место туризма и отдыха. Скала является геоморфологическим и ботаническим природным памятником с комплексом скальной флоры регионального значения с 1983 года.